# حمزه زرینی
حمزه زرینی (زاده ۲۶ مهر ۱۳۶۴ در اسلامشهر)، بازیکن والیبال اهل ایران و بازیکن فعلی باشگاه والیبال طبیعت اسلامشهر است.

## باشگاهی
اولین باشگاه زرینی باشگاه شهرداری اسلامشهر بود. حمزه زرینی سابقه حضور در باشگاه‌های تلاش شهریار، سایپا، برق تهران، پیکان، پگاه ارومیه و پتروشیمی بندر امام، داماش گیلان، کاله و متین را در کارنامه خود دارد. زرینی هم‌اکنون عضو باشگاه کاله است. او ابتدا در سایپا شناخته و در پیکان و پگاه به اوج رسید و بعد به پتروشیمی رفت و داماش مقصد بعدی او بود و بعد از داماش به کاله پیوست و لقب حمزه آرپی جی ۷ را به او دادند او پس از یک سال مصدومیت و دوری از والیبال در سال اواخر ۱۳۹۳ به متین ورامین پیوست. زرینی در ۲۳ مهر ۱۳۹۴ به باشگاه کاله مازندران بازگشت و به عنوان کاپیتان این تیم در رقابت‌های لیگ برتر حضور دارد. او در سال ۱۳۹۵ به متین ورامین پیوست و با این تیم مقام پنجم لیگ را کسب کرد. در سال ۱۳۹۶ به تیم شهرداری تبریز پیوست که دارای بازیکن‌های شاخصی مانند امیر حسینی، میکائیل تاجر و آرش کشاورزی بود و با این تیم توانست در لیگ سال ۹۶ مقام سوم را کسب کند. سایپا تهران مقصد بعدی او بود در تیم سایپا که دارای بازیکن‌های ملی پوش مانند علی شفیعی و محمد رضا حضرت‌پور بود توانست در لیگ برتر مقام دوم را کسب کند. در سال ۱۳۹۸ به تیم شهرداری ارومیه پیوست.

## ملی
زرینی در سال ۲۰۰۵ به تیم ملی بزرگسالان ایران دعوت شد. وی تا به حال دو قهرمانی در آسیا را با تیم ملی ایران در سال‌های ۲۰۱۱ و ۲۰۱۳ کسب کرد. سال ۲۰۱۶ پس از المپیک ریو و با روی کار آمدن کولاکوویچ که قول جوانگرایی را داده بود زرینی را کنار گذاشت و فرهاد نظری افشار که از زرینی یکسال بزرگتر بود به تیم ملی برگرداند.

## افتخارات

### ملی
- نایب قهرمانی جوانان جهان ۲۰۰۴
- پنجمی جوانان جهان ۲۰۰۴ - تایلند
- قهرمانی غرب آسیا ۲۰۰۷ - قطر
- قهرمانی جام کنفدراسیون والیبال آسیا - ایران
- نایب قهرمانی والیبال قهرمانی آسیا - ژاپن
- راهیابی به جام جهانی ۲۰۱۰ ایتالیا
- قهرمانی قهرمانی آسیا ۲۰۱۱ - تهران
- قهرمانی قهرمانی آسیا ۲۰۱۳ - دبی
- نایب قهرمانی قهرمانی آسیا ۲۰۱۵ - تهران

### باشگاهی
- قهرمانی والیبال قهرمانی باشگاه‌های آسیا ۲۰۲۲ با پیکان
- قهرمانی والیبال قهرمانی باشگاه‌های آسیا ۲۰۱۱ با پیکان
- قهرمانی والیبال قهرمانی باشگاه‌های آسیا ۲۰۱۳ با کاله

### فردی
- باارزش‌ترین بازیکن جام کنفدراسیون والیبال آسیا ۲۰۰۸
- بهترین زننده سرویس بازی‌های آسیایی ۲۰۱۰
- دومین اسپکر انتخابی جام جهانی ۲۰۱۱
- باارزش‌ترین بازیکن قهرمانی باشگاه‌های آسیا ۲۰۱۱
- باارزش‌ترین بازیکن قهرمانی باشگاه‌های آسیا ۲۰۱۳
- باارزش‌ترین بازیکن قهرمانی باشگاه‌های آسیا ۲۰۱۸
- بهترین دریافت‌کننده قهرمانی آسیا ۲۰۱۵